# Organisation armée secrète
L'Organisation de l'armée secrète o Organisation armée secrète (OAS) era un'organizzazione paramilitare clandestina francese, attiva durante la guerra d'Algeria.
Creata il 20 gennaio 1961, dopo un incontro a Madrid da Jean-Jacques Susini e Pierre Lagaillarde, operò fino all'anno successivo in Algeria e anche nella Francia metropolitana. La sigla OAS, il cui slogan era "L'Algérie française", comparve la prima volta sui muri di Algeri il 16 marzo 1961. L'organizzazione attuò numerosi attacchi terroristici, fra cui attentati dinamitardi e assassinii, nel tentativo di impedire il conseguimento dell'indipendenza dell'Algeria e la sua liberazione dal dominio coloniale francese. Tra il maggio 1961 ed il settembre 1962 l'OAS uccise 2.700 persone, di cui 2.400 algerini.

## Storia
L'organizzazione raggruppava i fautori del mantenimento della presenza coloniale francese in Algeria e i veterani della guerra già perduta in Indocina nel 1954. Susini stesso era un francese nato in Algeria, convinto che un fronte di resistenza civile dovesse affiancare i generali ribelli.
All'indomani del putsch dei generali (aprile 1961), l'organizzazione fu presa in mano dal generale Raoul Salan, e perpetrò sia in Francia sia in Algeria numerosissimi attentati ed assassinii: alla fine di settembre 1961 si contavano più di 1.000 attentati firmati dall'OAS, con 15 morti e 144 feriti. Le violenze si moltiplicarono nel febbraio del 1962 e poi al momento della firma degli accordi di Évian per il cessate il fuoco (18 marzo 1962): il 13 marzo l'OAS cercò di organizzare l'insurrezione dei coloni dal quartiere europeo di Bab El-Mandeb, e la repressione costò più di 20 morti. Il 26 marzo, in una manifestazione di sostegno alla protesta dei pieds-noirs, vi furono altri morti.
Incurante del fatto che dal 19 marzo il Fronte di Liberazione Nazionale (FLN) algerino era diventato un partito legale e le azioni di repressione contro l'OAS cominciavano a essere coordinate tra l'esercito e la polizia, il CRS (Compagnie républicaine de sécurité, corpo speciale antisommossa della polizia francese), l'organizzazione continuò a opporsi con la violenza all'applicazione degli accordi di Évian, ancora convinta di riuscire a dissuadere i francesi d'Algeria dall'andarsene. Al momento dell'indipendenza i coloni in Algeria erano circa un milione, il 10% della popolazione totale, e molti di loro consideravano la rinuncia all'Algeria da parte della madrepatria un vero e proprio tradimento.
Proprio l'ondata terrorista e la constatazione della sua inutilità convinsero gli europei a partire e segnarono la sconfitta dell'OAS, la cui strategia non ebbe in definitiva alcuna influenza sulla soluzione prescelta per la decolonizzazione algerina, nonostante i colpi di coda rappresentati dai falliti attentati al presidente Charles de Gaulle. Infatti il presidente, in campagna elettorale, aveva garantito che l'Algeria sarebbe rimasta francese, per poi assumere la posizione opposta. L'OAS aprì la campagna che puntava direttamente al Capo dello Stato con l'attentato a Pont-sur-Seine dell'8 settembre 1961 e la chiuse con l'attentato di Petit-Clamart del 22 agosto 1962, anche se la fantasia letteraria arricchì la saga di un terzo attentato che avrebbe dovuto aver luogo nella piazza davanti alla Gare Montparnasse, che oggi si chiama Place du 18 Juin 1940 (così nel romanzo Il giorno dello sciacallo di Frederick Forsyth).
Il 17 giugno 1962 Susini firmò un accordo di cessate il fuoco con il GPRA (il Gouvernement Provisiore de la République Algérienne), braccio politico del Fronte di Liberazione Nazionale e negoziatore degli accordi di Évian, accordo che consentì a diversi aderenti all'OAS di fuggire. Molti di loro, contumaci in Francia, si rifugiarono nella Spagna di Franco; altri scelsero il Portogallo di Salazar, dove fra l'altro gli ex militari costituirono l'agenzia internazionale Aginter Press, implicata negli anni successivi nelle manovre delle destre eversive e stragiste di tutta Europa.
In Francia la vicenda si concluse con 44 condanne a morte, di cui solo 4 eseguite. Tutti i condannati superstiti, tra cui lo stesso Susini, ottennero nel 1968 l'amnistia generale da Charles de Gaulle.

## Nella cultura di massa
- La battaglia di Algeri, 1966 – film di Gillo Pontecorvo, musica di Ennio Morricone
- Il giorno dello sciacallo, 1971 – romanzo di Frederick Forsyth
- Il giorno dello sciacallo, 1973 – film di Fred Zinnemann
- Le Petit Soldat, 1963 – film di Jean-Luc Godard
- Michou d'Auber, 2007 – film di Thomas Gilou
- Profession du pére, 2015 – libro di Sorj Chalandon